# Who Framed Roger Rabbit
Who Framed Roger Rabbit (bra: Uma Cilada para Roger Rabbit; prt: Quem Tramou Roger Rabbit?) é um filme estadunidense de 1988, dos gêneros comédia e fantasia, dirigido por Robert Zemeckis, com roteiro de Jeffrey Price e Peter S. Seaman, sendo baseado no romance Who Censored Roger Rabbit?, de Gary K. Wolf. Combinando live-action com animação tradicional, o filme é estrelado por Bob Hoskins, Christopher Lloyd, Stubby Kaye e Joanna Cassidy, além das vozes de Charles Fleischer e de Kathleen Turner nas dublagens dos personagens animados, embora esta última não foi creditada. O longa se passa em uma Hollywood alternativa em 1947, onde os personagens de desenho animado (chamados simplesmente de "desenhos") coexistem e interagem naturalmente com os seres humanos; seu enredo segue Eddie Valiant, um detetive particular com rancor de desenhos animados, que é incumbido a ajudar Roger Rabbit, um famoso astro dos desenhos animados acusado de homicídio.
A Walt Disney Pictures comprou os direitos cinematográficos de Who Censored Roger Rabbit? em 1981. Jeffrey Price e Peter S. Seaman já haviam escrito dois esboços do roteiro antes da Disney trazer Spielberg e a Amblin Entertainment para ajudarem a financiar o filme. Zemeckis foi contratado para dirigir as cenas em live-action, com Richard Williams supervisionando as sequências de animação. A produção foi transferida de Los Angeles para Elstree Studios, na Inglaterra, com o objetivo de acomodar Williams e seu grupo de animadores. Durante a filmagem, o orçamento da produção começou a aumentar rapidamente, com o calendário de filmagens tornando-se mais longo do que o esperado.
Foi lançado pela Touchstone Pictures (uma divisão da Disney) nos Estados Unidos em 22 de junho de 1988, sendo aclamado pela crítica por seus visuais, humor, escrita, performances e combinação inovadora de ação ao vivo com animação. Arrecadou mais de US$ 351 milhões em todo o mundo, tornando-se o segundo filme de maior bilheteria de 1988, logo atrás de Rain Man. O filme foi responsável pela volta de um interesse renovado pela Era de Ouro da animação estadunidense, sendo considerado um dos primeiros filmes da era da animação moderna no país e seguido pelo iminente Renascimento da Disney. Ganhou três Óscars: Melhor edição, Melhores efeitos sonoros e Melhores efeitos visuais, além de receber um prêmio da Academia de Realização Especial pela direção de animação de Williams.
Em 2016, o filme foi selecionado para preservação no National Film Registry dos Estados Unidos pela Biblioteca do Congresso como "culturalmente, historicamente ou esteticamente significativo".

## Enredo
Em 1947, Los Angeles, Califórnia, os personagens de desenho animado (chamados simplesmente Toons, corruptela de cartoon ou "Desenhos" na versão brasileira) são uma espécie de criaturas sapientes que coexistem naturalmente com os seres humanos, e vivem em uma seção da cidade conhecida como "Desenholândia" (Toonstown no original). Roger Rabbit é a estrela dos curta-metragens de animação produzidos pelo estúdio Maroon Desenhos, mas ele está tendo problemas em seguir os comandos do diretor, atrasando a produção. Estão sendo espalhados rumores de que Jessica Rabbit, a esposa de Roger, possui um cafetão e R.K. Maroon, o dono da Maroon Desenhos, contrata o detetive particular Eddie Valiant para investigar a situação. Eddie, cujo irmão Teddy foi morto por um Desenho 5 anos atrás, relutantemente aceita o trabalho. Ele descobre que a atraente Jessica "traiu" Roger por, literalmente, brincar de "pirulito que bate-bate" (patty-cake no original) com Marvin Acme, o dono da Corporação ACME e da Desenholândia. Eddie revela provas fotográficas para Roger Rabbit, que afunda em depressão. Marvin Acme é encontrado morto no dia seguinte e Roger torna-se o principal suspeito do assassinato.
Na cena do crime, Eddie conhece o Juiz Doom da Corte Superior Distrital de Desenholândia e sua Patrulha Desenho, composta por doninhas. Doom está ansioso para usar "O Caldo", uma mistura de produtos químicos capaz de dissolver qualquer Desenho em contato, em Roger Rabbit, assim que ele for encontrado. Ao voltar para seu escritório, Eddie encontra Baby Herman, o coadjuvante de Roger nos curta-metragens da Maroon Desenhos, que jura que Roger é inocente e que o testamento de Marvin Acme, o qual teria deixado a Desenholândia para os Desenhos, desapareceu, sendo que se o testamento não for encontrado até a meia-noite, a Desenholândia poderia ser vendida em um leilão público. Roger aparece no escritório de Eddie e alega sua inocência. Eddie então começa a investigar o caso mais profundamente, juntamente com sua ex-namorada Dolores e com Benny, um táxi antropomórfico que também é um Desenho, enquanto tenta ao mesmo tempo manter Roger escondido das doninhas. Valiant descobre que Jessica foi forçada por Maroon a se relacionar com Acme, senão ele arruinaria a carreira de Roger. No estúdio Maroon Desenhos, Maroon confessa que foi forçado por uma outra pessoa a fazer esta chantagem, mas antes que pudesse revelar a Eddie quem foi, ele é mortalmente baleado por um atirador desconhecido.
Eddie vê Jessica fugindo do estúdio e, superando o seu medo, ele a segue até dentro da Desenholândia. Ele recupera a arma que matou Maroon, a qual Jessica alega que foi na verdade utilizada pelo Juiz Doom. Ao tentarem denunciar Doom às autoridades, Eddie, Jessica e Roger são capturados pela Patrulha Desenho e levados para o armazém da ACME. Doom revela seus planos: como o único acionista das Indústrias Cloverleaf, ele pretende comprar a Desenholândia, a Companhia ACME e a Maroon Desenhos, e depois acabar com todos eles para poder construir uma autoestrada em Los Angeles. Para destruir a Desenholândia, Doom construiu um enorme veículo, capaz de expelir jatos de Caldo por um canhão hidráulico pressurizado, com o qual ele planeja pulverizar todo o distrito, eliminando todos os Desenhos. Enquanto Roger e Jessica lutam para evitarem serem atingidos pelo jato de Caldo, Eddie consegue se libertar e faz com que as doninhas da Patrulha Desenho morram de hilaridade fatal através de várias atitudes cômicas, deixando o veículo expelidor de Caldo funcionando automaticamente.
Eddie e Doom começam a brigar, utilizando produtos encontrados aleatoriamente no interior da fábrica, até que Eddie consegue esmagar Doom com um rolo compressor. O rolo não mata Doom; naquele momento, Doom revela-se ser um Desenho, o mesmo que matou o irmão de Eddie por vingança. Eddie consegue abrir a válvula de drenagem do veículo expelidor de Caldo, banhando Doom com um forte jato da mistura e dissolvendo-o instantaneamente. Enquanto Eddie liberta Roger e Jessica, o veículo continua andando automaticamente, até que se choca contra a parede da fábrica, atravessando a fronteira entre a fábrica ACME e a Desenholândia, e sendo imediatamente esmagado por um trem. Enquanto vários Desenhos entram no armazém para ver o que aconteceu, Eddie descobre que o testamento de Marvin Acme foi escrito com tinta que desaparece/reaparece em um pedaço de papel aparentemente em branco que Acme havia dado à Jessica e onde Roger posteriormente escreveu um poema de amor para sua esposa. Com o testamento em mãos, os Desenhos comemoram a posse da Desenholândia e cantam a música "Smile, Darn Ya, Smile", enquanto Roger e Jessica, assim como Eddie e Dolores, revitalizam seus relacionamentos amorosos.

## Elenco

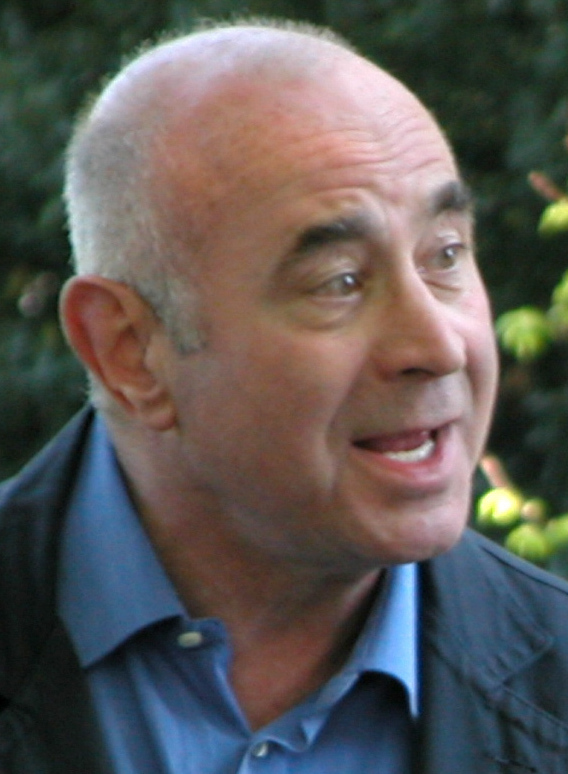
Bob Hoskins desempenha o papel do detetive Eddie Valiant.

### Atores em carne e osso
- Bob Hoskins como Eddie Valiant: um detetive particular alcoólatra que não gosta de desenhos, pois há cinco anos um desenho matou seu irmão ao jogar um piano na sua cabeça. Ele vive em seu escritório em Los Angeles.[12]
- Christopher Lloyd como Juiz Doom: o sádico juiz da Corte Superior Distrital de Desenholândia. Eventualmente, Doom revela-se ser na verdade um Desenho, e também o responsável pelas mortes do irmão de Eddie, Marvin Acme e R.K. Maroon.
- Stubby Kaye como Marvin Acme: o proprietário brincalhão da Corporação ACME. É envolvido em um escândalo depois de ser flagrado por Eddie brincando de "pirulito que bate-bate" com Jessica Rabbit. Após isso, é morto por Doom, que jogou um pesado cofre em cima dele. Devido ao fato de Acme ter escrito seu testamento usando uma tinta aparece-e-desaparece (do mesmo tipo que ele havia jogado na camisa de Eddie, para fazer uma pegadinha), alguns personagens que encontraram o testamento confundiram-no com uma folha de papel em branco qualquer, já que nesse momento a tinta não era visível.
- Joanna Cassidy como Dolores: a namorada de Eddie, que ajuda ele e Roger a resolverem o caso contra o Juiz Doom. Dolores é também uma garçonete.
- Alan Tilvern como R. K. Maroon: o mal-humorado dono do estúdio "Maroon Desenhos". Maroon contrata Eddie para descobrir o que está atrapalhando Roger em se concentrar na sua atuação nos curta-metragens. Ele acaba sendo assassinado pelo Juiz Doom, depois de Eddie tê-lo confrontado em seu estúdio. Eddie prendeu Maroon pela gravata enquanto o intimidava, enquanto Doom sorrateiramente invadiu o local, disparando contra eles, porém atingindo apenas Maroon, que sem ter como se soltar, morre. Aparentemente, Jessica Rabbit havia sido a responsável pelos disparos, mas mais tarde Eddie descobre na Desenholândia que o culpado era Doom.
- Richard LeParmentier como Tenente Santino: tenente da polícia do Departamento de Polícia de Los Angeles. É ele quem dá erroneamente a Eddie a notícia de que Roger havia matado Marvin Acme.
- Richard Ridings como Angelo: um cliente do bar onde Dolores trabalha e zomba do trabalho de detetive de Eddie
- Joel Silver como Raoul J. Raoul: diretor de um filme onde Roger Rabbit e Baby Herman estão trabalhando

### Dubladores dos personagens animados
- Charles Fleischer como Roger Rabbit: um famoso coelho astro dos desenhos animados que trabalha no estúdio "Maroon Desenhos". Roger se torna o principal suspeito do assassinato de Marvin Acme.
- Kathleen Turner como Jessica Rabbit: a esposa fisicamente atraente de Roger Rabbit.
- Lou Hirsch como Baby Herman: o coadjuvante de Roger Rabbit nos curta-metragens da Maroon Desenhos. Embora ele seja um bebê, Herman apenas se faz ser um durante as filmagens, já que por trás das câmeras ele fala com uma voz grossa e costuma fumar. Ele acredita na inocência de Roger, pedindo ajuda a Eddie para provar que ele é inocente.

Williams disse que Baby Herman foi uma mistura de "Hortelino Troca-Letras e Piu-Piu colididos juntos". Abril Winchell faz a voz da Sra. Herman e os "sons de bebê".
- David Lander como Smart Ass: o líder das doninhas do juiz Doom.
- Fred Newman como Stupid: um membro das doninhas do juiz Doom.
- June Foray como:
  - Wheezy: um membro das doninhas do juiz Doom;
  - Lena Hyena: uma humana pouco atraente que Eddie confunde com Jessica.
- Mel Blanc como:
  - Pernalonga
  - Patolino
  - Gaguinho
  - Piu-Piu
  - Frajola
- Joe Alaskey como Yosemite Sam
- Wayne Allwine como Mickey Mouse
- Tony Anselmo como Pato Donald
- Tony Pepe como:
  - Pateta
  - Lobo Mau[14]
- Mae Questel como Betty Boop
- Russi Taylor como:
  - Minnie Mouse
  - Os beija-flores do filme A Canção do Sul
- Pat Buttram, Jim Cummings (imitando Andy Devine) e Jim Gallant (imitando Walter Brennan) como os projéteis de desenho animado de Eddie que ele certa vez recebeu de Yosemite Sam.
- Les Perkins como Sr. Sapo de The Adventures of Ichabod and Mr. Toad.
- Nancy Cartwright como um sapato animado que se dissolve quando o juiz Doom demonstra seu "caldo" para Valiant
- Cherry Davis como Pica-Pau
- Peter Westy como Pinóquio
- Frank Welker como Dumbo
- Richard Williams como Droopy

## Produção

### Desenvolvimento
A Walt Disney Productions comprou os direitos cinematográficos para o romance Who Censored Roger Rabbit?, de Gary K. Wolf, pouco tempo após sua publicação em 1981. Ron W. Miller, então presidente da Walt Disney Company, viu o livro como uma oportunidade perfeita de produzir um grande sucesso comercial. Jeffrey Price e Peter S. Seaman foram contratados para escrever o roteiro, finalizando dois esboços. Robert Zemeckis ofereceu seus serviços como diretor em 1982, mas a Disney considerava seus filmes anteriores (I Wanna Hold Your Hand e Used Cars) dois fracassos comerciais, e dispensou o diretor. Entre 1981 e 1983, a empresa produziu imagens de teste com Darrell Van Citters como diretor de animação, Paul Reubens na voz de Roger Rabbit, Peter Renaday como Eddie Valiant e Russi Taylor como Jessica Rabbit. O projeto teve um novo início em 1985, graças a Michael Eisner, o recém-chegado novo executivo-chefe da Disney. A Amblin Entertainment, composta por Steven Spielberg, Frank Marshall e Kathleen Kennedy, foi procurada para produzir Who Framed Roger Rabbit junto com a Disney. O orçamento original foi estimado em 50 milhões de dólares, o que a Disney considerou muito caro.
Roger Rabbit apenas recebeu o sinal verde quando o orçamento foi reduzido para 30 milhões de dólares, o que na época ainda o tornava o filme animado mais caro já autorizado. O presidente da Walt Disney Studios, Jeffrey Katzenberg, argumentou que o híbrido de animação e live action iria "salvar" o departamento de animação da Disney. O contrato de Spielberg incluía um grande poder de controle criativo e uma porção grande dos lucros de bilheteria. A Disney manteve todos os direitos de licenciamento de produtos. Spielberg convenceu a Warner Bros., Paramount Pictures/Fleischer Studios, King Features Syndicate, Felix the Cat Productions, Turner Entertainment e a Universal Studios/Walter Lantz Productions a "emprestar" seus personagens para aparecerem no filme com, em alguns casos, determinadas regras para a forma como seriam representados no filme. Por exemplo, Donald Duck (Pato Donald) e Daffy Duck (Patolino) apareceriam como pianistas igualmente talentosos. Mickey Mouse e Bugs Bunny (Pernalonga) também compartilham uma cena. Fora este acordo, a Warner Bros. e as outras empresas não tiveram nenhum envolvimento com a produção de Roger Rabbit. No entanto, os produtores não tiveram tempo de adquirir os direitos para utilizar Popeye, Tom and Jerry, Little Lulu (Luluzinha), Casper the Friendly Ghost (Gasparzinho) ou os Terrytoons de seus respectivos donos.
Foi oferecida a Terry Gilliam a oportunidade de dirigir o filme, mas ele concluiu que o projeto era tecnicamente complicado. ("Pura preguiça de minha parte", ele admitiu posteriormente. "Eu me arrependo completamente dessa decisão.") Robert Zemeckis, então, foi finalmente contratado em 1985 para dirigir, baseado no sucesso de Romancing the Stone e Back to the Future. Os executivos da Disney continuavam a sugerir Darrell Van Citters para a direção das sequências animadas, mas Spielberg e Zemeckis não queriam muita influência da empresa. Eles eventualmente contrataram Richard Williams para dirigir a parte animada.

### Seleção de elenco
Harrison Ford foi a escolha original de Spielberg para interpretar Eddie Valiant, mas o ator pediu um cachê muito alto para trabalhar no filme. Chevy Chase foi a segunda escolha, mas ele não estava interessado. Bill Murray também foi considerado para o papel, mas devido ao seu método idiossincrático de receber ofertas para papéis, Murray perdeu a chance. Eddie Murphy supostamente recusou o papel porque entendeu mal o conceito de desenhos animados e humanos coexistindo; mais tarde ele se arrependeu dessa decisão. Robin Williams, Robert Redford, Jack Nicholson, Sylvester Stallone, Edward James Olmos, Wallace Shawn, Ed Harris, Charles Grodin e Don Lane também foram considerados para o papel. No final das contas, Bob Hoskins foi escolhido por Spielberg por causa de sua habilidade de atuação e porque Spielberg acreditava que ele tinha um comportamento esperançoso e parecia pertencer à época ambientada no filme. Para facilitar a atuação de Hoskins, Charles Fleischer vestiu uma fantasia de Roger Rabbit e "ficou" atrás das câmeras na maioria das cenas. O diretor de animação Richard Williams explicou que Roger Rabbit foi uma combinação da "cabeça em forma de castanha de caju de Pernalonga, um ramo de cabelo ruivo como o de Droopy, o macacão do Coelho Osvaldo, a gravata-borboleta do Gaguinho e as luvas do Mickey Mouse".
Tim Curry fez o teste para o papel do Juiz Doom, mas foi rejeitado porque os produtores o acharam assustador demais. Christopher Lee também foi considerado para o papel, mas recusou. John Cleese expressou interesse pelo papel, mas não foi considerado assustador o suficiente. Peter O'Toole, F. Murray Abraham, Roddy McDowall, Eddie Deezen e o cantor Sting também foram considerados para o papel. Christopher Lloyd foi escalado para o papel porque ele já havia trabalhado com o diretor Robert Zemeckis e a Amblin Entertainment no filme Back to the Future; ele comparou seu papel como Doom ao seu papel anterior como o comandante Klingon Kruge em Star Trek III: The Search for Spock, ambos personagens excessivamente malignos que ele considerou "divertidos de interpretar". O próprio Lloyd decidiu que era melhor não piscar os olhos durante as cenas, para poder interpretar perfeitamente o personagem.
Fleischer também fez as vozes de Benny, o Táxi e de duas das doninhas da Patrulha Desenho: Psycho e Greasy. Lou Hirsch, que deu a voz do Baby Herman, foi a escolha inicial para a voz de Benny, mas foi substituído por Fleischer. Amy Irving dublou Jessica nas cenas em que ela canta, enquanto Kathleen Turner fez a voz normal; ambas não foram creditadas pelo seu trabalho no filme. Os personagens Pernalonga, Patolino, Gaguinho, Piu-Piu e Frajola foram dublados por Mel Blanc, marcando a última vez em que Blanc forneceu a voz para esses personagens.

### Roteiro

A trama incorporou o próprio fechamento da Pacific Electric, a extinta companhia de bondes da cidade de Los Angeles.

Price e Seaman foram convidados para continuar a escrever o roteiro quando Spielberg e Zemeckis foram contratados. Como inspiração, os dois roteiristas estudaram o trabalho de Walt Disney e dos desenhos animados da Warner Bros. da Era de Ouro da animação americana, em especial os desenhos de Tex Avery e Bob Clampett. A subtrama do bonde foi inspirada pelo filme Chinatown. Price e Seaman disseram que "a trama do Red Car, a expansão dos subúrbios e a corrupção política e urbana realmente aconteceram": "Em Los Angeles, durante a década de 1940, as empresas de carros e pneus se uniram contra o sistema ferroviário da Pacific Electric e fizeram com que o negócio fechasse. Onde hoje está a rodovia expressa em Los Angeles, é onde o Red Car costumava estar". No romance original de Wolf, Who Censored Roger Rabbit?, os desenhos eram personagens de tirinhas (banda desenhada) em vez de artistas cinematográficos.
Durante o processo de escrita do roteiro, Price e Seaman não tinham certeza de quem deveria ser o vilão. Eles escreveram versões em que Jessica Rabbit ou Baby Herman eram os vilões, mas eles decidiram escolher o recém-criado personagem Judge Doom. Doom deveria ter um urubu animado sentado em seu ombro, mas a ideia foi descartada devido aos desafios técnicos que gerava, assim como o júri de 12 pequenos cangurus animados que Doom possuía dentro de uma mala. A "Weasel Gang" de Judge Doom, composta pelas doninhas Stupid, Smart Ass, Greasy, Wheezy e Psycho, é uma sátira aos sete anões que aparecem em Branca de Neve e os Sete Anões, de 1937. Originalmente, também seria sete o número de doninhas, mas duas foram cortadas do roteiro final.
Entre outras referências à realidade, o Ink and Paint Club que aparece no filme é baseado no Cotton Club do Harlem, assim como os planos de Judge Doom de eliminar todos os desenhos se assemelham à Solução Final de Hitler. Doom também era para ser o caçador que matou a mãe de Bambi, mas a Disney rejeitou a ideia. O personagem Benny the Cab era para ser um Fusca, antes de ser substituído por um táxi. Entre outras ideias concebidas para a história, estavam o funeral de Marvin Acme, que teria a presença de diversos desenhos famosos, como Mickey e Minnie Mouse, Tom e Jerry, Foghorn Leghorn (Frangolino), Mighty Mouse (Super Mouse), Popeye, Olive Oyl (Olívia Palito), entre outros. No entanto, a cena foi cortada por questões de ritmo da história e nunca passou da fase de storyboard. Antes de Who Framed Roger Rabbit ser definido como título final do filme, foram utilizados "Murder in Toontown", "Toons", "Dead Toons Don't Pay Bills", "The Toontown Trial", "Trouble in Toontown" e "Eddie Goes to Towntown" como títulos de produção.

### Filmagens

O Juiz Doom (interpretado por Christopher Lloyd) ameaça Roger Rabbit antes de apresentá-lo ao "caldo". Mímicos, bonequeiros, manequins e braços robóticos eram comumente usados durante as filmagens para ajudar os atores a interagir com "personagens de desenhos animados imaginativos e ao ar livre".

Williams admitiu que "desprezava abertamente a 'burocracia' da Disney" e se recusou a trabalhar em Los Angeles. Acomodando Williams e seus animadores, a produção mudou para a Inglaterra, onde um estúdio, Walt Disney Animation UK (incluindo a Richard Williams Animation), foi criado para esse fim; a divisão de animação era localizada no distrito de Camden Town, Londres, enquanto a produção em live-action foi estabelecida no Elstree Studios. Disney e Spielberg também disseram a Williams que em troca de fazer o filme, eles ajudariam a distribuir seu filme inacabado The Thief and the Cobbler. Os animadores supervisores incluíram Van Citters, Dale Baer, Michael Peraza, Joe Ranft, Tom Sito, James Baxter, David Bowers, Andreas Deja, Mike Gabriel, Chris Jenkins, Phil Nibbelink, Nik Ranieri, Simon Wells e Bruce W. Smith; Williams e o produtor associado Don Hahn lideraram a produção da animação. A produção da animação foi dividida entre a Walt Disney Animation UK e uma unidade especializada em Los Angeles, criada pela Walt Disney Feature Animation e supervisionada por Baer. O orçamento de produção continuou a aumentar, enquanto o cronograma de filmagem demorou mais do que o esperado. Quando o orçamento atingiu US$ 40 milhões, o CEO da Disney, Michael Eisner, considerou seriamente encerrar a produção, mas o presidente do estúdio, Jeffrey Katzenberg, o convenceu a continuar. Apesar do orçamento aumentar para mais de US$ 50 milhões, a Disney avançou na produção porque estava entusiasmada em trabalhar com Spielberg.
Câmeras VistaVision instaladas com tecnologia de controle de movimento foram utilizadas para a fotografia das cenas em live-action, que seriam compostas com animação. Manequins de borracha de Roger Rabbit, Baby Herman e da Patrulha Desenho retrataram os personagens animados durante os ensaios para ensinar aos atores onde olhar ao atuar com "personagens de desenhos animados imaginativos e ao ar livre". Muitos dos objetos de ação ao vivo segurados por personagens de desenhos animados foram filmados no set com estes sendo erguidos por braços robóticos ou manipulados com fios de náilon, semelhante a marionetes. Como exemplo desta técnica, um teste foi filmado na Industrial Light & Magic onde um ator interpretando o detetive descia por uma escada de incêndio e o coelho deveria segui-lo e derrubar algumas caixas empilhadas; naturalmente, não haveria um "coelho" durante o teste, então a câmera desceria pela escada de incêndio e as caixas cairiam quando um fio fosse puxado. O ator que fez a voz de Roger, Charles Fleischer, insistiu em usar uma fantasia de Roger Rabbit enquanto estava no set, para entrar melhor no personagem. As filmagens começaram em 2 de novembro de 1986 e duraram sete meses e meio no Elstree Studios (com um mês adicional em Los Angeles) e na Industrial Light & Magic - ILM, onde foram rodadas cenas que exigiam efeitos de chroma key para a Desenholândia. Os Dimco Buildings, localizados em Londres, serviram para ambientar a fictícia fábrica da ACME. A entrada do antigo Desilu Studios em Los Angeles serviu como um lote da fictícia Maroon Desenhos.

### Animação e pós-produção
A pós-produção do filme durou catorze meses. A ILM já havia usado CGI e composição digital em alguns filmes, como a cena do cavaleiro com vitrais em O Enigma da Pirâmide, mas os computadores da época ainda não eram poderosos o suficiente para fazer um filme tão complicado como Who Framed Roger Rabbit, então todos os recursos de animação foram produzidos utilizando celuloides e composição ótica. Primeiro, os animadores e artistas de layout recebiam impressões em preto e branco das cenas de ação ao vivo (conhecidas como "fotóstatas") e colocavam seu papel de animação em cima delas. Os artistas então desenharam os personagens animados em relação às imagens de ação ao vivo. Devido aos movimentos dinâmicos das câmeras empregados por Zemeckis, os animadores tiveram que enfrentar o desafio de garantir que os personagens não "escorregassem para todos os lados". Garantindo que isso não acontecesse e que os personagens parecessem reais, Zemeckis e Spielberg se encontraram por cerca de uma hora e meia e tiveram uma ideia: "Se o coelho se sentar em uma cadeira velha, uma poeira tem que subir. Ele deveria estar sempre tocando algo real". Depois que a animação inicial foi concluída, ela passou pelo processo normal da animação tradicional até que as células fossem filmadas na câmera da tribuna sem fundo. Williams teve a ideia de tornar os personagens de desenho animado “2,5-dimensionais”, e a filmagem animada foi enviada à ILM para composição, onde os técnicos animaram três camadas de iluminação (sombras, realces e tons foscos) separadamente, para dar aos personagens animados uma sensação de profundidade a fim de criarem a ilusão de que os desenhos são afetados pela iluminação do cenário em live-action. Finalmente, os efeitos de iluminação foram compostos opticamente nos personagens de desenhos animados, que foram, por sua vez, compostos nas imagens de ação ao vivo. Um dos efeitos mais difíceis do filme foi o vestido de Jéssica na cena da boate porque tinha que piscar lantejoulas, efeito este conseguido através de uma filtragem da luz por um saco plástico riscado com lã de aço.

### Música
O colaborador regular de Zemeckis, Alan Silvestri, compôs a trilha sonora do filme, interpretada pela Orquestra Sinfônica de Londres - LSO sob a direção de Silvestri. Zemeckis brincou que "os [músicos] britânicos não conseguiam acompanhar o ritmo do jazz de Silvestri". As interpretações dos temas musicais escritos para Jessica Rabbit foram inteiramente improvisadas por um combo de jazz atuando com a LSO. O trabalho do compositor americano Carl W. Stalling influenciou fortemente o trabalho de Silvestri em Who Framed Roger Rabbit. A trilha sonora do filme foi originalmente lançada pela Buena Vista Records em 22 de junho de 1988 e relançada em CD em 16 de abril de 2002.
Em 23 de janeiro de 2018, a Intrada Records lançou um conjunto de três CDs com a trilha sonora completa, trilhas alternativas e uma versão remasterizada do álbum original de 1988, além de músicas de três curtas-metragens posteriores de Roger Rabbit, compostas e dirigidas por Bruce Broughton e James Horner. A Mondo Records e a Walt Disney Records relançaram o álbum original de 1988 em vinil em 17 de setembro de 2021.
O filme também apresenta uma performance das Rapsódias húngaras (numa cena onde os personagens Patolino e Pato Donald brigam durante uma apresentação de piano), "Why Don't You Do Right?" (com Amy Irving cedendo a voz cantada de Jessica Rabbit), "The Merry-Go-Round Broke Down" (música-tema clássica da série Looney Tunes e Merrie Melodies, cantada por Roger Rabbit no filme) e "Smile, Darn Ya, Smile!" (cantada pelos desenhos quando Eddie chega a Desenholândia).

## Lançamento
Michael Eisner e Roy E. Disney, então CEO e vice-presidente da The Walt Disney Company, respectivamente, acharam que o filme era muito ousado com temas adultos e referências sexuais. Eisner e Zemeckis discordaram sobre vários elementos, mas como Zemeckis tinha o privilégio de realizar os cortes finais, ele se recusou a fazer alterações. Roy E. Disney, que também era chefe da Walt Disney Feature Animation junto com o chefe do estúdio Jeffrey Katzenberg, sentiu que era mais apropriado lançar o filme sob o selo da Touchstone Pictures, que era uma companhia que realizava filmes mais adultos, em vez de usar a imagem da Walt Disney Pictures.

### Mídia doméstica
O filme foi lançado pela primeira vez em VHS em 12 de outubro de 1989, em LaserDisc março de 1994 e em DVD em 28 de setembro de 1999.
Em 25 de março de 2003, a Buena Vista Home Entertainment lançou o filme como parte de sua linha "Vista Series" em uma coleção de dois discos de DVD com vários recursos extras incluindo: um documentário, Behind the Ears: The True Story of Roger Rabbit; uma cena deletada em que uma cabeça de porco é “fixada” na de Eddie; os três curtas posteriores de Roger Rabbit, Tummy Trouble (1989), Roller Coaster Rabbit (1990) e Trail Mix-Up (1993); e alguns jogos interativos; este lançamento também foi acompanhado de um VHS cujo único bônus contido foi o curta Tummy Trouble. O lançamento do DVD de 2003 apresenta o filme em Tela Cheia (1,33:1) no Disco 1 e Widescreen (1,85:1) no Disco 2.
Em 12 de março de 2013, a Disney lançou o filme em Blu-ray e DVD numa edição especial em comemoração ao 25º aniversário do filme. Para este lançamento, o longa foi restaurado digitalmente quadro a quadro pela empresa Prasad Studios que removeu sujeiras, rasgos, arranhões e outros defeitos da metragem original. A Walt Disney Studios Home Entertainment lançou o filme em Ultra HD Blu-ray em 7 de dezembro de 2021.

## Recepção

### Desempenho comercial
O filme estreou nos Estados Unidos em 22 de junho de 1988, arrecadando US$ 11.226.239 em 1.045 cinemas durante o seu fim de semana de estreia, ficando em primeiro lugar nas bilheterias estadunidenses; foi o filme da Disney de melhor desempenho em um final de semana de estreia na época de seu lançamento. Who Framed Roger Rabbit arrecadou US$ 154.112.492 na América do Norte e US$ 197.387.508 internacionalmente, chegando a um total mundial de US$ 351.500.000. Na época, se tornou o vigésimo filme de maior bilheteria de todos os tempos. Foi também o segundo filme de maior bilheteria de 1988, atrás apenas de Rain Man.

### Resposta da crítica
Who Framed Roger Rabbit recebeu aclamação quase universal da crítica, fazendo parte da lista dos "melhores filmes de comédia de todos os tempos, de acordo com a crítica" do Business Insider. O agregador de críticas cinematográficas online Rotten Tomatoes dá ao filme uma taxa de aprovação de 97% com base em 66 críticas e uma classificação média de 8,4/10; o consenso crítico do site diz: "Who Framed Roger Rabbit é um filme inovador e divertido que apresenta uma mistura inovadora de ação ao vivo e animação, com uma história tocante e original". No agregador Metacritic, o filme aparece obtendo a pontuação média de 83/100 com base em 15 análises, indicando "aclamação universal". O público consultado pelo CinemaScore deu ao filme uma nota média "A" em uma escala de "A+" a "F".
O crítico de cinema Roger Ebert, do jornal Chicago Sun-Times, deu ao filme quatro estrelas de quatro, prevendo que o longa traria "o tipo de 'boca a boca' que o dinheiro não pode comprar. Este filme não é apenas um ótimo entretenimento, mas [também] um avanço no artesanato". Gene Siskel, do Chicago Tribune, elogiou a "sequência de abertura de quatro minutos deslumbrante que é de cair o queixo"; ele notou que a sequência sozinha levou quase nove meses para ser animada. Siskel deu ao filme três estrelas e meia em quatro. Ebert e seu colega Siskel passaram um tempo considerável em um episódio do programa televisivo Siskel & Ebert revisando o filme e analisando sua meticulosa filmagem; ao avaliar seus dez melhores filmes do ano de 1988, Siskel classificou-o em segundo lugar enquanto Ebert o classificou em oitavo. Janet Maslin, do The New York Times, comentou que este é "um filme cujos melhores momentos são tão novos, tão delirantemente engraçados e tão loucamente inesperados que realmente devem ser vistos para serem acreditados". Desson Thomson do jornal The Washington Post considerou Roger Rabbit "uma colaboração definitiva de puro talento. Zemeckis teve o apoio entusiástico da Walt Disney Pictures, a influência do produtor Steven Spielberg, a bênção da Warner Bros., tinta e mais tinta do animador canadense Richard Williams, a voz de Mel Blanc, apoio da Industrial Light and Magic, de George Lucas, e a atuação cômica de Bob Hoskins como o detetive particular mais corpulento e peludo do cinema". Gene Shalit, em resenha no programa Today Show, também elogiou o filme, chamando-o de "um dos filmes mais extraordinários já feitos". O site Filmsite.org o chamou de "um filme tecnicamente maravilhoso" e um "marco" que resultou de "cooperação sem precedentes" entre a Warner Bros. e a Disney. Na minissérie de 2019 da CNN, The Movies, Tom Hanks o chamou de "o filme mais complicado já feito".
Richard Corliss, em um comentário para a revista Time disse: "a cena de abertura ofusca o filme que surge dela"; Corliss ficou irritado principalmente com as homenagens à Era de Ouro da animação estadunidense. Chuck Jones fez um ataque contundente ao filme em seu livro Chuck Jones Conversations; entre suas reclamações, Jones acusou Zemeckis de roubar Richard Williams de qualquer contribuição criativa e arruinar o duelo de piano que Williams e ele fizeram no storyboard.

### Prêmios e indicações
Oscar
| Ano  | Categoria                | Notas                   | Resultado |
| ---- | ------------------------ | ----------------------- | --------- |
| 1989 | Melhor Direção de Arte   | Who Framed Roger Rabbit | Indicado  |
| 1989 | Melhor Fotografia        | Who Framed Roger Rabbit | Indicado  |
| 1989 | Melhor Efeitos Visuais   | Who Framed Roger Rabbit | Venceu    |
| 1989 | Melhor Som               | Who Framed Roger Rabbit | Venceu    |
| 1989 | Melhores Efeitos Sonoros | Who Framed Roger Rabbit | Venceu    |
| 1989 | Melhor edição            | Who Framed Roger Rabbit | Venceu    |

Globo de Ouro
| Ano  | Categoria                         | Notas                   | Resultado |
| ---- | --------------------------------- | ----------------------- | --------- |
| 1989 | Melhor Filme - Comédia ou Musical | Who Framed Roger Rabbit | Indicado  |
| 1989 | Melhor Ator - Comédia/Musical     | Bob Hoskins             | Indicado  |

BAFTA
| Ano  | Categoria                  | Notas                   | Resultado |
| ---- | -------------------------- | ----------------------- | --------- |
| 1989 | Melhor Roteiro Adaptado    | Who Framed Roger Rabbit | Indicado  |
| 1989 | Melhor Desenho de Produção | Who Framed Roger Rabbit | Indicado  |
| 1989 | Melhor Fotografia          | Who Framed Roger Rabbit | Indicado  |
| 1989 | Melhor Efeitos Visuais     | Who Framed Roger Rabbit | Venceu    |
| 1989 | Melhor Edição              | Who Framed Roger Rabbit | Indicado  |

César
| Ano  | Categoria                | Notas                   | Resultado |
| ---- | ------------------------ | ----------------------- | --------- |
| 1989 | Melhor Filme Estrangeiro | Who Framed Roger Rabbit | Indicado  |

Prêmio Saturno
| Ano  | Categoria                | Notas                   | Resultado |
| ---- | ------------------------ | ----------------------- | --------- |
| 1989 | Melhor Filme de Fantasia | Who Framed Roger Rabbit | Venceu    |
| 1989 | Melhor Diretor           | Robert Zemeckis         | Venceu    |
| 1989 | Melhor Efeitos Sonoros   | Who Framed Roger Rabbit | Venceu    |

Prêmio David
| Ano  | Categoria                | Notas                   | Resultado |
| ---- | ------------------------ | ----------------------- | --------- |
| 1989 | Melhor Filme Estrangeiro | Who Framed Roger Rabbit | Venceu    |

## Legado

Who Framed Roger Rabbit marcou a primeira e até agora única vez na história da animação em que os personagens Mickey Mouse da Disney e Pernalonga da Warner Bros. (assim como Pato Donald e o Patolino) apareceram oficialmente juntos num filme de Hollywood. Para que a Disney usasse personagens da Warner no filme, ambas as empresas chegaram a um acordo onde firmaram que o tempo de tela dos personagens da Warner Bros. deveria ser igual ao dos personagens da Disney.

O sucesso crítico e comercial do filme reacendeu o interesse pela Era de Ouro da animação estadunidense e inspirou o início era da animação moderna nos Estados Unidos, bem como o Renascimento da Disney. Who Framed Roger Rabbit ganhou status de clássico cult com o passar dos anos. Em novembro de 1988, alguns meses após o lançamento do filme, o personagem Roger Rabbit fez uma cameo no especial de animação e live-action transmitido pela NBC chamado Mickey's 60th Birthday, para comemorar o 60º aniversário de Mickey Mouse. Em 1991, a Walt Disney Imagineering começou a desenvolver o Mickey's Toontown para a Disneylândia, baseado na Desenholândia (retratada no filme); a atração também conta com um passeio chamado "Roger Rabbit's Car Toon Spin". O filme deu origem a três curtas de animação teatrais lançados posteriormente: Tummy Trouble, que foi exibido nos cinemas antes de Honey, I Shrunk the Kids (1989); Roller Coaster Rabbit, exibido antes das exibições de Dick Tracy (1990); e Trail Mix-Up, que acompanhou o lançamento de A Far Off Place (1993). O filme também inspirou uma história em quadrinhos de curta duração e spin-offs para videogames, incluindo dois jogos para PC.
Em dezembro de 2016, o filme foi selecionado para preservação no National Film Registry dos Estados Unidos pela Biblioteca do Congresso como "culturalmente, historicamente ou esteticamente significativo".
O filme Chip 'n Dale: Rescue Rangers de 2022 foi criado como uma sequência espiritual do filme, embora combinando várias técnicas de animação diferentes que surgiram desde Roger Rabbit. O próprio Roger também aparece em uma participação especial no filme.

### Controvérsias
Durante o lançamento do filme em LaserDisc em meados de 1994, a revista Variety reportou que alguns observadores descobriram várias cenas de palhaçadas dos animadores que supostamente apresentavam uma breve nudez de Jessica Rabbit. Embora indetectável quando reproduzido na taxa normal de 24 quadros por segundo, o reprodutor LaserDisc permitia ao espectador perceber isso quando o filme era avançado quadro a quadro pausadamente. Jamais foi confirmado se os produtores do filme pretendiam ou não retratar a nudez da personagem. Muitos varejistas disseram que poucos dias após a estreia do LaserDisc, todo o seu estoque estava esgotado. A corrida pelas compras do disco foi alimentada por reportagens da mídia sobre a polêmica, incluindo matérias na CNN e em vários jornais.
Outra cena frequentemente debatida inclui aquela em que Baby Herman estende o dedo médio ao passar por baixo do vestido de uma mulher e reaparece com baba nos lábios. Na cena em que Patolino e Donald estão duelando no concerto de piano, alguns declararam que ouviram Donald chamar o personagem da Warner de "goddamn stupid nigger" ("negro estúpido"), em vez da frase roteirizada e gravada "doggone stubborn little" ("cachorro teimoso").

### Questões jurídicas
Gary K. Wolf, autor do romance original Who Censored Roger Rabbit?, entrou com uma ação judicial em 2001 contra a The Walt Disney Company. Ele alegou que lhe eram devidos royalties com base no valor das “receitas brutas” e das vendas de merchandising. Em 2002, o tribunal de primeira instância decidiu que estes se referiam apenas a receitas de dinheiro reais coletadas pela Disney e negou a reivindicação de Wolf. Após Wolf recorrer, o caso foi parar no Tribunal de Recursos da Califórnia que, na sua decisão de janeiro de 2004, também discordou, concluindo que o testemunho de peritos apresentado por Wolf relativamente ao uso habitual de "receitas brutas" no negócio do entretenimento poderia apoiar uma leitura mais ampla do termo. Tal decisão também anulou a ordem do tribunal de primeira instância em favor da Disney e devolveu o caso para procedimentos adicionais. Em uma audiência em março de 2005, Wolf estimou que o estúdio Disney lhe devia US$ 7 milhões; os advogados da Disney não apenas contestaram a reclamação, mas também disseram que Wolf devia à Disney entre US$ 500 mil e US$ 1 milhão por causa de um erro contábil descoberto na preparação para o processo. Finalmente, a causa foi dada a Wolf em 2005, que recebeu entre US$ 180.000 e US$ 400.000 por danos morais.

### Propostas para sequências
Spielberg discutiu realizar uma sequência em 1989, com J. J. Abrams atuando como escritor e Zemeckis como produtor; no entanto, o esboço de Abrams acabou sendo abandonado. O cineasta Nat Mauldin foi contratado para escrever uma prequela intitulada "Roger Rabbit: The Toon Platoon", ambientada entre 1941 a 1943. Semelhante ao filme original, "Toon Platoon" apresentaria muitas aparições de personagens animados da Era de Ouro da animação estadunidense e mostraria os primeiros anos de Roger Rabbit antes da fama, morando em uma fazenda no meio-oeste dos Estados Unidos. Com o humano Ritchie Davenport, Roger viajaria para o oeste em busca de sua mãe, conhecendo durante a viagem Jessica Krupnick (sua futura esposa), uma atriz de Hollywood em dificuldades. Enquanto Roger e Ritchie se alistam no Exército, Jessica seria sequestrada e forçada a fazer produções de cinema alemãs pró-nazistas. Roger e Ritchie iriam salvá-la indo para a Europa ocupada pela Alemanha Nazista acompanhados por vários outros Desenhos em seu pelotão do Exército. Após seu triunfo, Roger e Ritchie fariam um desfile na Hollywood Boulevard e Roger finalmente se reencontraria com sua mãe e seu pai, Pernalonga.
Mauldin mais tarde renomeou seu roteiro para "Who Discovered Roger Rabbit". Spielberg deixou o projeto ao decidir que não poderia satirizar os nazistas após dirigir A Lista de Schindler. O CEO da Disney, Michael Eisner, encomendou uma reescrita em 1997 com Sherri Stoner e Deanna Oliver. Embora tenham mantido a busca de Roger por sua mãe, Stoner e Oliver substituíram a subtrama da Segunda Guerra Mundial pela ascensão inadvertida de Roger ao estrelato na Broadway e em Hollywood. A Disney ficou impressionada e Alan Menken foi contratado para escrever cinco canções para o filme e ofereceu seus serviços como produtor executivo. Uma das canções, "This Only Happens in the Movies", foi gravada em 2008 no álbum de estreia da atriz da Broadway Kerry Butler. Eric Goldberg foi escolhido para ser o novo diretor de animação e começou a redesenhar a aparência do novo personagem de Roger.
Nesta época, Spielberg estava ocupado liderando sua recém fundada DreamWorks SKG, enquanto Frank Marshall e Kathleen Kennedy decidiram permanecer como produtores. As filmagens de teste de "Who Discovered Roger Rabbit" foram filmadas em algum momento de 1998 na unidade de animação da Disney em Lake Buena Vista, Flórida; os resultados foram uma mistura de CGI, animação tradicional e live-action que não agradou à Disney. Um segundo teste converteu completamente os desenhos para CGI, mas foi abandonado porque o orçamento projetado do filme ultrapassaria US$ 100 milhões. Eisner achou melhor cancelar o filme. Em março de 2003, o produtor Don Hahn duvidou de uma sequência, argumentando que o gosto do público havia mudado desde a década de 1990 com o surgimento da animação por computador: “Havia algo muito especial naquela época em que a animação não estava tão na vanguarda como está agora”, declarou ele.
Em dezembro de 2007, Marshall afirmou que ainda estava "aberto" à ideia para uma sequência e em abril de 2009, Zemeckis revelou que ainda estava interessado. De acordo com uma reportagem da MTV News de 2009, Jeffrey Price e Peter S. Seaman estavam escrevendo um novo roteiro para o projeto com a maioria dos personagens animados sendo feitos tradicionalmente, enquanto alguns outros seriam concebidos através de captura de movimento. Em 2010, Bob Hoskins concordou em assinar para uma sequência, mas expressou ceticismo sobre o uso da captura de movimento no filme. Zemeckis disse que a sequência permaneceria animada e sequências de ação ao vivo seriam filmadas, assim como no filme original, mas os efeitos de iluminação nos personagens de desenhos animados e alguns dos adereços que os desenhos manuseiam seriam feitos digitalmente. Também em 2010, Hahn, que foi o produtor associado do filme original, confirmou o desenvolvimento da sequência em uma entrevista a Empire: "Sim, eu não poderia comentar [sobre isso]. Nego completamente, mas sim... Se você é um fã, em breve ficará muito, muito, muito feliz". Hoskins se aposentou da profissão de ator em 2012 após um diagnóstico de doença de Parkinson um ano antes e morreu de pneumonia em 2014. Marshall confirmou que o filme seria uma prequela, semelhante aos rascunhos anteriores, e que a escrita estava quase completa. Durante uma entrevista na estreia do filme Flight, Zemeckis afirmou que a sequência ainda era possível, apesar da ausência de Hoskins, e que o roteiro da sequência havia sido enviado à Disney para aprovação dos executivos do estúdio.
Em fevereiro de 2013, Gary K. Wolf, escritor do romance original, disse que Erik Von Wodtke e ele estavam trabalhando em uma proposta de desenvolvimento para uma comédia animada da Disney estrelada por Mickey Mouse e Roger Rabbit chamada "The Stooge", baseada num filme de 1952 de mesmo nome. O filme proposto se passaria em uma prequela, ambientado cinco anos antes dos acontecimentos de Who Framed Roger Rabbit e parte da história é sobre como Roger conheceu Jessica. Na época, Wolf afirmou que a proposta do filme estaria "percorrendo os estúdios Disney atualmente".
Em novembro de 2016, ao promover seu filme Aliados na Inglaterra, Zemeckis afirmou que a sequência "move a história de Roger e Jessica Rabbit para os próximos anos do filme de época, passando do filme noir para o mundo dos anos 1950"; ele também afirmou que a sequência contaria com um "Bob Hoskins digital", já que Eddie Valiant retornaria em uma "forma fantasma". Embora o diretor tenha afirmado que o roteiro é "fantástico" e que o filme ainda usaria animação desenhada à mão, Zemeckis declarou que as chances de a Disney dar luz verde para a sequência são "pequenas". Como ele explicou com mais detalhes: “A atual cultura corporativa da Disney não tem interesse em Roger, e eles certamente não gostam de Jessica hoje em dia”. Em dezembro de 2018, durante a promoção de seu filme Welcome to Marwen, em meio às celebrações do trigésimo aniversário de Who Framed Roger Rabbit, Zemeckis reiterou em uma entrevista ao Yahoo! Movies que o roteiro da sequência é “maravilhoso”, mas que a Disney ainda dificilmente o produzirá.